# Affaire des viols collectifs de Derby
 (juin 2022).
 (juin 2022).
 (juin 2022).
L'affaire des viols collectifs de Derby est une affaire d'abus sexuels commis par un groupe d'hommes à Derby, en Angleterre,,. En 2010, après une enquête sous couverture par la police du comté de Derbyshire, les membres du cercle pédophile ont été accusés de 75 infractions relatives à 26 filles, sur la centaine mentionnée durant l'enquête. Neuf des 13 accusés ont été reconnus coupables de viols sur des mineurs de 12 à 18 ans. Ces crimes ont suscité des controverses publiques en raison de l’appartenance ethnique des protagonistes de l'affaire. En effet, la plupart des membres du gang sont d’origine asiatique, tandis que leurs victimes étaient majoritairement d'origine européenne.

## Contexte
Depuis le début des années 1980 jusqu'au début des années 2010, dans des villes d'Angleterre, plus de 4 000 enfants ont été abusés sexuellement, parfois torturés, parfois prostitués, par des bandes criminelles organisées ou des groupes informels d'hommes,. En 2011, une première série d'agressions sexuelles est rendue publique par la presse. Des enquêtes, conduites par des associations caritatives, puis par le gouvernement britannique, ont permis d'éclaircir les faits, soulignant notamment l'incurie des services sociaux et de la police locale, et de prendre des mesures appropriées pour assurer la protection des enfants,. Dans certains cas, l'exploitation de mineurs durait depuis plus de 15 ans. L'appartenance ethnique et les origines culturelles des victimes, et, surtout, celles des criminels, ont focalisé l'attention des médias et de l'opinion publique en Angleterre,,.

## Membres etmodus operandidu gang
Le gang était basé à Derby et la police suppose qu'ils se sont rencontrés par une attraction partagée pour les jeunes filles. Les leaders étaient Abid Mohammed Saddique et Mohammed Romaan Liaqat, deux hommes mariés et pères de jeunes enfants,. Les vidéos de vidéosurveillance ont montré que les chefs de gang faisaient des efforts répétés pour inciter deux jeunes filles debout sur le côté de la route à monter dans leur voiture. Saddique a été accusé d'avoir une activité sexuelle avec un enfant de 12 ans dans le Darley Park, et Liaqat a été accusé d'avoir eu des rapports sexuels avec un enfant de 14 ans dans son véhicule. Deux victimes ont été menacées avec des marteaux tandis qu'une autre a été enfermée avant d'être violée.

## Procès
Le tribunal a accusé le gang de 75 accusations relatives à vingt-six filles, allant du viol à l'intimidation, les médias ayant pour leur part évoqué un nombre de victimes potentielles d'environ cent. Les hommes ont été jugés en trois procès distincts.
| Nom                    | Jugement                                                     |
| ---------------------- | ------------------------------------------------------------ |
| Abid Mohammed Saddique | viol, agression sexuelle, pédophilie, pédopornographie, etc. |
| Mohammed Romaan Liaqat | viol, agression sexuelle, pédophilie, pédopornographie       |
| Akshay Kumar           | pédopornographie                                             |
| Faisal Mehmood         | pédophilie                                                   |
| Mohammed Imran Rehman  | viol                                                         |

## Controverse
Cette affaire a des controverses politiques sur l'appétence des criminels musulmans d'origine pakistanaise pour les jeunes filles blanches et le taux de criminalité dans cette classe socio-culturelle. L'acteur majeur de ces controverses fut l'homme politique Jack Straw.
Ce cas s'est produit après d'autres incidents à Rochdale, Preston et Rotherham, où des gangs composés presque exclusivement d'hommes pakistanais musulmans, avaient été reconnus coupables dans des affaires de viols collectifs et de pédophilie. À l'époque de l'affaire Derby, 50 des 56 hommes condamnés dans les tribunaux anglais pour agression sexuelle étaient des musulmans, la majorité issus de la communauté pakistanaise britannique. Jack Straw, s'appuyant sur ces informations, a déclaré que bien qu'il y ait eu de nombreux délinquants sexuels blancs, il y avait un « problème spécifique » avec les hommes pakistanais ciblant les « filles blanches vulnérables », qu'ils considéraient comme des « proies faciles » pour des abus sexuels. Il a exhorté la communauté pakistanaise à être « plus ouverte » au sujet des abus,. Les réactions ont varié, une partie de la classe politique soutenant que ces criminels ne faisaient pas de profilage racial, une autre soutenant qu'il était erroné de catégoriser séparément ces criminels.